# Blondelia piniariae
Blondelia piniariae är en tvåvingeart som först beskrevs av Hartig 1838.  Blondelia piniariae ingår i släktet Blondelia och familjen parasitflugor. Arten är reproducerande i Sverige. Inga underarter finns listade i Catalogue of Life.